# Piskom
Der Piskom (russisch Пске́м Pskem) ist ein Quellfluss des Chirchiq in der usbekischen Provinz Taschkent.
Der Piskom entsteht am Zusammenfluss von Oygaying und Maydontol. Beide Quellflüsse entspringen im Westen des Talas-Alataus. Der Piskom verläuft in hauptsächlich südwestlicher Richtung zwischen zwei Gebirgszügen, dem Ugomgebirge im Westen und dem Piskomgebirge im Osten, und mündet schließlich bei der Siedlung Bogustan in den Chorvoq-Stausee, welcher vom Chirchiq entwässert wird.
Der Flusslauf des Piskom und sein Einzugsgebiet befinden sich zu großen Teilen im Ugom-Chatqol-Nationalpark. Einschließlich seines linken Quellflusses Oygaying hat der Piskom eine Länge von 149 km. Der Fluss wird vorherrschend von der Schneeschmelze gespeist. Zwischen Mai und August führt er Hochwasser. Der mittlere Abfluss (MQ) beträgt 80,4 m³/s. Der Fluss eignet sich zum Rafting und Kajakfahren.